# Căianu Mic
Căianu Mic é uma comuna romena localizada no distrito de Bistriţa-Năsăud, na região histórica da Transilvânia. A comuna possui uma área de  km² e sua população era de 4045 habitantes segundo o censo de 2007.